# NGC 3779
NGC 3779 је спирална галаксија у сазвежђу Пехар која се налази на NGC листи објеката дубоког неба.
Деклинација објекта је - 10° 35' 3" а ректасцензија 11h 38m 50,8s. Привидна величина (магнитуда) објекта NGC 3779 износи 13,8 а фотографска магнитуда 14,5. NGC 3779 је још познат и под ознакама IC 717, MCG -2-30-13, PGC 36084.